# Ivan Cismaru
Ivan Cismaru (n. 5 decembrie 1947) este un fost senator român în legislatura 2004-2008 ales în județul Brașov pe listele Partidului Democrat. Absolvent al Institutului Politehnic Brașov, Ivan Cismaru este profesor doctor al Universității Transilvania din Brașov. Între 1996-2000 a fost vicepreședintele Consiliului Județean Brașov iar în perioada 2000-2004 a fost Consilier Județean.
În perioada aprilie-septembrie 2008, Ivan Cismaru a deținut funcția de Vicepreședinte al Senatului.
În cadrul activității sale parlamentare, Ivan Cismaru a fost membru în grupurile parlamentare de prietenie cu Republica Cuba, Republica Africa de Sus și Republica Letonia. Ivan Cismaru a înregistrat 195 de luări de cuvânt în 95 de ședințe parlamentare. Ivan Cismaru a inițiat 43 de propuneri legislative din care 21 au fost promulgate legi.
Ivan Cismaru este profesor universitar la Universitatea Transilvania din Brașov și membru al Academiei Oamenilor de Știință din România.